# Thoralf Strømstad
Vilhelm Thoralf Strømstad (* 13. Januar 1897 in Bærum; † 10. Januar 1984 in Oslo) war ein norwegischer Skisportler, der im Skilanglauf und in der Nordischen Kombination antrat.

## Werdegang
Strømstad feierte seine ersten Erfolge auf nationaler Ebene. So gewann er bei den Norwegischen Meisterschaften 1919 den Titel in der Nordischen Kombination. Drei Jahre später bei den Norwegischen Meisterschaften 1922 sicherte er sich den Titel im Skilanglauf über 30 km.
Bei den Olympischen Winterspielen 1924 in Chamonix gewann Strømstad zweimal Silber. Über 50 Kilometer musste er sich mit einer Zeit von 3:46:23 h nur Thorleif Haug geschlagen geben. Bei der Nordischen Kombination sprang er im ersten Sprung die größte Weite. Zusammen mit dem drittbesten Sprung im zweiten Durchgang erreichte er den zweiten Platz im Springen. Mit der drittschnellsten Zeit im anschließenden Langlauf über 18 Kilometer errang er den zweiten Platz in der Gesamtwertung und gewann so die Silbermedaille wieder hinter Thorleif Haug.
Schon 1923 bekam er für seine Leistungen im Skisport die Holmenkollen-Medaille verliehen.

## Erfolge

### Olympische Winterspiele
- 1924 in Chamonix: Silber über 50 km, Silber in der Nordischen Kombination